# Полинейропатия критических состояний
Под «Полинейропатией критических состояний» (англ. Critical-Illness-Polyneuropathie (CIP))  понимается заболевание периферической нервной системы, которое возникает в связи тяжелыми, требующими интенсивной терапии заболеваниями. Важными факторами, способствующими возникновению полинейропатии критических состояний являются сепсис, длительное искусственное дыхание и полиорганная недостаточность. Симптомы заболевания известны десятилетия, само заболевание однако долгое время оценивалось ошибочно. Частота заболевания недооценивается. Приблизительно 70% пациентов, находящихся более 2 недель в отделении интенсивной терапии, развивают полинейропатию критических состояний.

## Патология
Точный механизм возникновения полинейропатии критических состояний неизвестен. Предполагается ведущая роль медиаторов воспаления, таких как цитокины, интерлейкины и т.д.

## Симптоматика
У пациентов развиваются тяжелые вялые, атрофичные параличи. Проблематичным является вовлечение в процесс диафрагмы при поражении (диафрагмального нерва), проявляющееся как правило, при попытке отключения искусственного дыхания и выражающегося в нарушении самостоятельного дыхания. Примечательно однако, что заболевание редко достигает критических форм с тяжелыми нарушениями дыхания.
Нейропатия критических состояний клинически диагностируется непросто. Мышцы при ощупывании имеют тестообразную консистенцию, сухожильные рефлексы сильно понижены или отсутствуют. Болевое раздражение стопы не вызывает её сгибания, как должно быть в норме - этот симптом является особенно типичным для нейропатии критических состояний, однако не является патогномоничным.

## Диагноз
Методом выбора является электронейрография. Типичным является практически нормальная скорость проведения по нерву и нормальный латентный период при сниженной и расширенной амплитуде мышечного ответа.  Афферентная (чувствительная) проводимость практически не нарушена.

## Лечение
Лечение в основном поддерживающее. Центральным пунктом является лечение основного заболевания. Этиологическая терапия полинейропатии критических состояний на данный момент времени не существует.